# Addiction
| Оценки критиков | Оценки критиков |
| Источник        | Оценка          |
| --------------- | --------------- |
| AllMusic        | [ 1 ]           |

«Addiction» (с англ. — «Зависимость») — песня канадской электро-индастриал-группы Skinny Puppy с альбома Cleanse Fold and Manipulate (1987 г.), выпущенная в виде сингла в июне 1987 года лейблом Nettwerk.

## О песне
Текст песни цитирует готический роман Чарльза Р. Метьюрина «Мельмот Скиталец» XIX века.
Песня содержит семплы из двадцать первого эпизода американского телесериала-антологии «Сумеречная зона» — «Зеркальное отражение (Сумеречная зона)».

## Выпуск
Сингл был выпущен на виниле в 1987 году и на CD в 1991 году (Канада) и 1997 году (США).
Бывший гитарист индастриал-рок-группы KMFDM Гюнтер Шульц сделал ремикс на эту песню, который вошёл в трек-лист ремикс-альбома Skinny Puppy — Remix dystemper.

## Список композиций
| №  | Название                          | Длительность |
| -- | --------------------------------- | ------------ |
| 1. | «Addiction (1st Dose)»            | 8:26         |
| 2. | «Addiction (2nd Dose)»            | 6:01         |
| 3. | «Deep Down Trauma Hounds (Remix)» | 7:35         |

## Участники записи
Skinny Puppy
- Нивек Огр — вокал
- Кевин Ки — синтезатор, гитара, барабаны, бас, вокал, семплирование, секвенирование, звуки
- Дуэйн Р. Готтел — синтезатор, гитара, барабаны, семплирование бэк-вокала, магнитофон, секвенирование, секвенсоры, бас, звуки
- Рейв — гитара

Производственный персонал
- Кевин Ки — продюсер, звукоинженер
- Дэйв Огилви — продюсер, звукоинженер
- Пит Норман — мастеринг

Художественное оформление
- Стивен Р. Гилмор — дизайн, типографика
- Грег Сайкс — типографика